# Eddy Hellebuyck

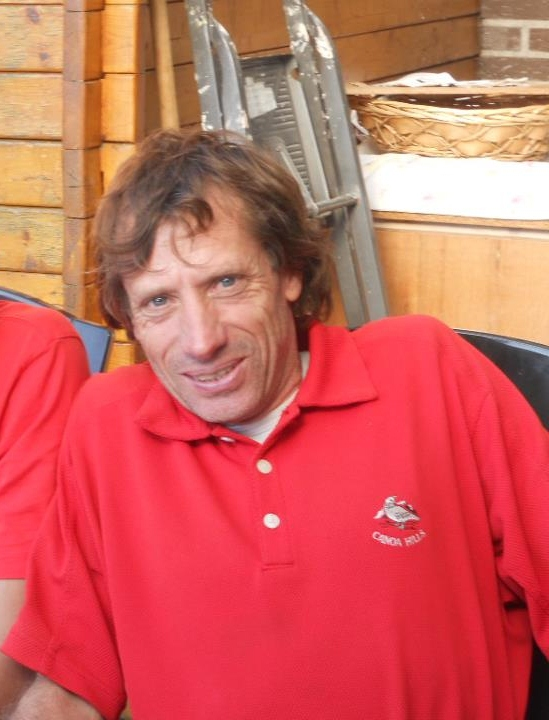
Eddy Hellebuyck 2012

Eddy Hellebuyck (* 22. Januar 1961 in Deinze) ist ein ehemaliger US-amerikanischer Marathonläufer belgischer Herkunft.
Der Sohn des Boxers Daniel Hellebuyck wuchs bei seiner Mutter und seinen Großeltern auf, nachdem sich seine Eltern ein Jahr nach seiner Geburt scheiden ließen. Von seinem Großvater misshandelt und seinen Mitschülern schikaniert, wechselte er in der Schule vom Fußball zum Laufsport, der ihm als Individualsportart attraktiver erschien. Sein Talent brachte ihm nach seinem Schulabschluss eine Einstellung als Sportsoldat bei der belgischen Armee ein.
1982 heiratete er seine erste Frau Nicole und trat spontan bei einem Marathon an, den er in 2:17 h beendete. 1985 verbesserte er sich als Dritter beim Frankfurt-Marathon auf 2:13:31 h, und im Jahr darauf wurde er Achter beim Berlin-Marathon und Zehnter beim New-York-City-Marathon. 1989 wurde er Zweiter beim Tokyo International Men’s Marathon sowie beim CPC Loop Den Haag und siegte beim Paderborner Osterlauf über 10 km sowie beim Cleveland-Marathon. 1990 gewann er den Biwa-See-Marathon, wurde Militär-Marathonweltmeister und belegte bei den Europameisterschaften in Split den 22. Platz, und 1991 wurde er Dritter beim Los-Angeles-Marathon.
Nachdem es ihm nicht gelungen war, sich für die Olympischen Spiele 1992 in Barcelona zu qualifizieren, nahm er im Herbst dieses Jahres ein Angebot an, als Tempomacher beim Chicago-Marathon zu fungieren. Hellebuyck lief durch und wurde Dritter. Nach dem Rennen lernte er die angehende Athletenmanagerin Shawn Kavanaugh kennen. Er wurde nicht nur einer ihrer ersten Klienten, sondern bald waren die beiden auch ein Paar und zogen nach Albuquerque, wo sie im Januar 1995 heirateten (seine erste Ehe, aus der zwei Kinder hervorgegangen waren, war 1992 geschieden worden). In der Folgezeit kaufte das Paar einige Gebäude und vermietete die Zimmer an Athleten, die in der Höhenlage von New Mexico trainierten.
Mit Hellebuycks sportlicher Karriere ging es nun wieder nach oben. 1993 wurde er belgischer Meister im Halbmarathon, Zweiter in Chicago und Zehnter beim Fukuoka-Marathon, 1994 gewann er den Antwerpen-Marathon und den Columbus-Marathon, und 1995 siegte er beim Halbmarathonbewerb des Las-Vegas-Marathons und wurde Zehnter in Tokio sowie Fünfter in Chicago.
Mit einem siebten Platz beim London-Marathon 1996 qualifizierte er sich für die Olympischen Spiele in Atlanta, bei denen er auf Rang 67 kam. In Chicago wurde er in diesem Jahr Neunter. In den folgenden beiden Jahren startete er vorwiegend bei Rennen in tropischen Ländern.
1999 erhielt er die US-amerikanische Staatsbürgerschaft. Als Zweiter der im Rahmen des Pittsburgh-Marathons ausgetragenen US-Meisterschaft wurde er für die Weltmeisterschaften in Sevilla nominiert, bei der er auf dem 26. Platz einlief. Im Jahr darauf wurde er Fünfter beim US-Ausscheidungskampf für die Olympischen Spiele 2000 in Sydney, und 2001 gewann er als Gesamtachter beim Austin-Marathon die Masters-Wertung in 2:16:48 und kam bei den Weltmeisterschaften in Edmonton auf den 38. Platz.
2003 war er als Zehnter beim Boston-Marathon der beste US-Amerikaner, und beim Twin Cities Marathon siegte er in 2:12:46. Es war nicht nur seine beste Zeit seit 1996, sondern auch ein US-Masters-Rekord.
Kurz nach dem US-Ausscheidungskampf 2004 für die Olympischen Spiele in Athen, bei dem er als ältester Teilnehmer auf dem achten Platz einlief, wurde bekannt, dass Hellebuyck bei einer unangemeldeten Trainingskontrolle im Vorfeld der Veranstaltung positiv auf Erythropoetin (EPO) getestet worden war. Hellebuyck beteuerte seine Unschuld und klagte erfolglos gegen die zweijährige Sperre, mit der er belegt wurde, vor dem Internationalen Sportgerichtshof (CAS).
2010 bekannte Hellebuyck gegenüber dem Journalisten John Brant, seit dem Sommer 2001 Doping mit EPO betrieben zu haben. Sein Lieferant und Betreuer sei der russische Arzt und Marathonläufer Leonid Schwezow gewesen (Schwezow bestreitet dies).
Hellebuyck lebt mit seiner Frau und ihrem gemeinsamen Sohn seit 2005 in Oro Valley bei Tucson, wo er als Trainer an der Ironwood Ridge High School tätig ist.

## Persönliche Bestzeiten
- 10.000 m: 28:39,32 min, 25. August 1989, Brüssel
- Halbmarathon: 1:02:19 h, 2. April 1989, Den Haag
- Marathon: 2:11:50 h, 10. April 1994, Antwerpen